# Selinum nigricans
Selinum nigricans är en flockblommig växtart som beskrevs av Jean François Aimée Gottlieb Philippe Gaudin. Selinum nigricans ingår i släktet krusfrön, och familjen flockblommiga växter. Inga underarter finns listade i Catalogue of Life.